# 980-е годы до н. э.
980-е (девятьсо́т восьмидеся́тые) го́ды до на́шей э́ры по пролептическому юлианскому календарю — промежуток времени с 1 января 989 года до н. э. по 31 декабря 980 года до н. э., включающий с 989 по 981 годы 2-го десятилетия  и 980 год 3-го десятилетия X века 1-го тысячелетия до н. э. Им предшествовали 990-е годы до н. э., за ними следовали 970-е годы до н. э. Они закончились 3005 лет назад.

## Датированные события
989 год до н. э.
- Китай: умер князь Лу Ян-гун, ему наследовал сын Цзай (Ю-гун, эра правления 988—975)[1].

987 год до н. э.
- Междуречье, в этот год или около него: умер царь VI Вавилонской династии Эулмаш-шакин-шуми, на престол взошёл его брат Нинурта-кудурри-уцур I.

986 год до н. э.
- Египет, в этот год (или по другим данным, в 984 до н. э.): умер фараон XXI династии Осоркон Старший, на престол взошёл Сиамон, сын Аменемопета.

984 год до н. э.
- Междуречье, в этот год или около него: умер царь VI Вавилонской династии Нинурта-кудурри-уцур I, на престол взошёл Ширикти-Шукамуна, правивший 3 месяца. Затем власть захватил эламит Мар-бити-апла-уцур, основавший VII Вавилонскую династию.

981 год до н. э.
- 28 февраля и 23 августа произошли солнечные затмения.[2]

980 год до н. э.
- Китай, 16-й год вана Чжао-вана (по другим данным, 969 или 951 до н. э.) — Чжао-ван напал на царство Чу-Цзин, переправился через реку Хань и получил в дар большого носорога (датировка «Гу бэнь чжу шу цзи нянь»).[3]